# Baracus vittatus
Baracus vittatus är en fjärilsart som beskrevs av Felder 1862. Baracus vittatus ingår i släktet Baracus och familjen tjockhuvuden. Inga underarter finns listade i Catalogue of Life.

## Bildgalleri

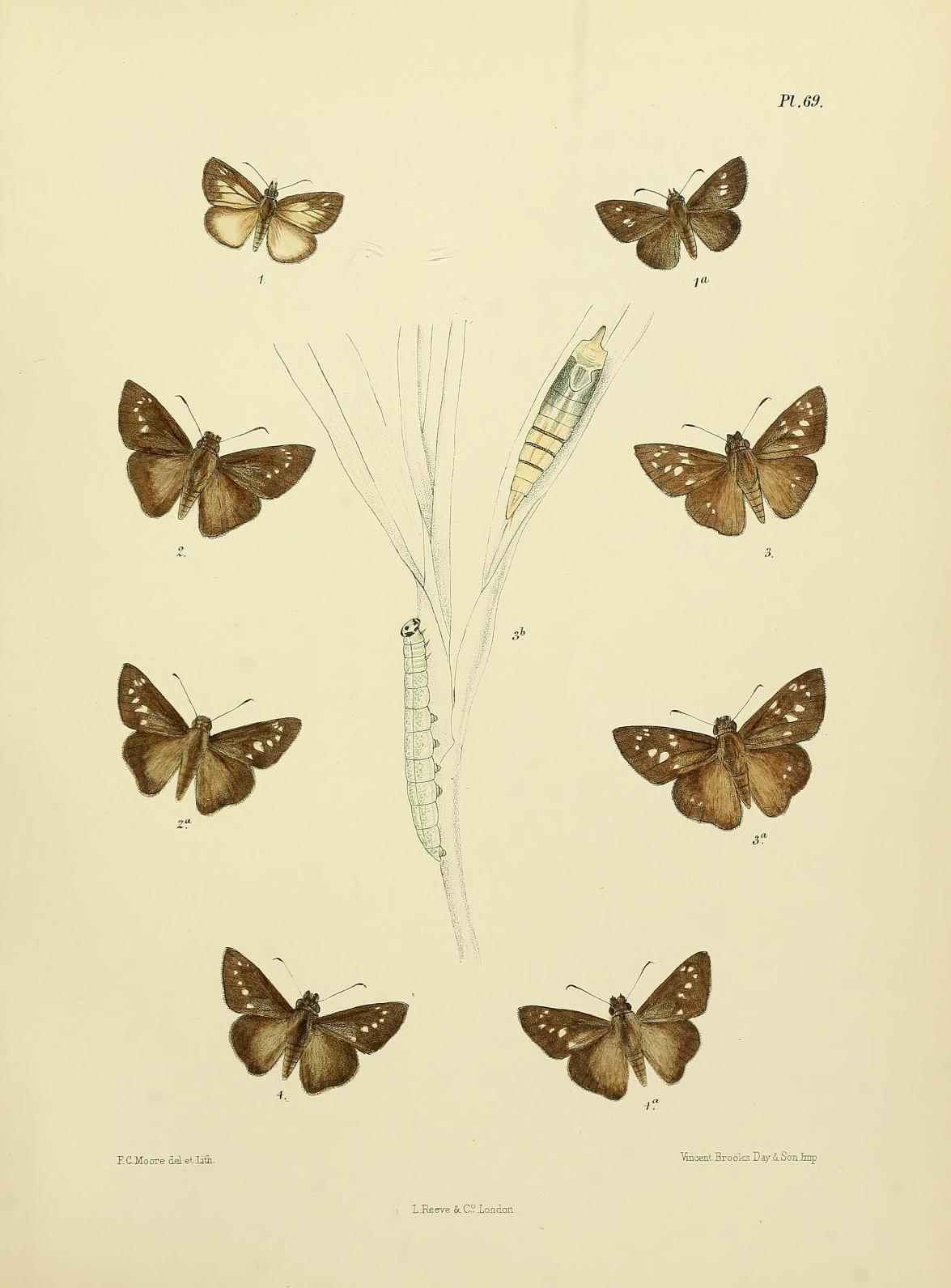